# Владивой (Бохемия)
Владивой (на чешки: Vladivoj, ок. 981 – 1003) e княз на Бохемия за кратко време от 1002 г. до смъртта си.

## Произход
Произходът му е доста неясен поради оскъдните сведения, но за най-вероятно се смята, че Владивой е син на дъщерята на княз Болеслав I Страшни, Доубравка Пршемисловна и полския княз Мешко I – предположение за пръв път изразено през 1895 г. от Освалд Балцер. В такъв случай Владивой е по-малък брат на първия полски крал Болеслав I Храбри и е свързан с рода Пршемисловци, но това е само предлоложение въз основа на факта, че когато чехите изгонват Болеслав III, на чешкия трон би могъл да седне само представител на този род.

## Управление
След изгонването на княз Болеслав III Рижия през 1002 г., чехите (при активното участие на рода Вършовци) канят за свой владетел Владивой, вероятен братовчед на изгонения Болеслав. Почти веднага чешката аристокрация се разделя на пронемска и прополска партии, като самия Владивой е довереник на втората. През ноември същата година княз Владивой полага феодална клетва в Регенсбург пред новия крал на Германия Хайнрих II и получава от него одобрение като чешки княз с ленни права. Именно оттогава Чехия започва да се смята за част от Свещената Римска империя, което впоследствие позволява на императорите ѝ активно да се намесват през 11 и 12 век (до издаването на Златната була) във въпросите за унаследяването на чешкия престол и в крайна сметка довежда до чешко-германска лична уния. Полският историк Барбара Кржеменска е на мнение, че към този момент Болеслав Храбри завладява Моравия и Владивой по този начин с феодалната си клетва иска да си осигури поне престола на Бохемия (и освен това да избегне тревогите от страна на Хайнрих II).
Владивой умира съвсем скоро, през януари следващата година. Почти нищо друго не е известно за личността му освен това, че сече собствен динар, а според думите на летописеца Титмар Мерзебургски „той не може да прекара и час без пиене“.
След смъртта на Владивой Хайнрих II възкачва на чешкия престол княз Яромир, който скоро е принуден да избяга от нахлуването на войските на Болеслав Храбри.